# Ульяницький Олег Миколайович
Оле́г Микола́йович Ульяни́цький (1968—2014) — солдат резерву МВС України, учасник російсько-української війни.

## Життєпис
Народився 1968 року в селі Хмільна (Канівський район, Черкаська область). Брав участь у Революції Гідності. В часі війни — доброволець, стрілець, 2-й батальйон спеціального призначення НГУ «Донбас». Був серед військових, котрі визволяли Артемівськ, Лисичанськ, Попасну.
Загинув 29 серпня 2014 року при спробі виходу з оточення в Іловайську — розстріляний російськими військовиками в «зеленому коридорі смерті» — їхав у кузові броньованого КАМАЗу в складі автоколони батальйону «Донбас». Коли автівка вже доїжджала до Червоносільського, по ній вистрілив російський танк, кабіну розірвало, потім здетонував боєкомплект у кузові. Олег Ульяницький здійснював вогневе прикриття пораненим бійцям, при цьому сам був смертельно поранений. Тоді ж загинули Владислав Стрюков — «Стаф», Віктор Дмитренко-«ВДВ», Руслан Рябов — «Руха», Артур Чолокян — «Кавказ», Сергій Дятлов — «СВД», Маламуж Олександр — «Рус», Василь Білий — «Лисий».
Перебував у переліку зниклих безвісти та полонених. Тимчасово похований 3 вересня 2014-го як невпізнаний герой у Дніпропетровську. Впізнаний за експертизою ДНК, перепохований 13 червня 2015-го на київському Південному кладовищі.

## Нагороди
За особисту мужність, сумлінне та бездоганне служіння Українському народові, зразкове виконання військового обов'язку відзначений — нагороджений
- 15 вересня 2015 року — орденом «За мужність» III ступеня (посмертно)
- Його портрет розміщений на меморіалі «Стіна пам'яті полеглих за Україну» у Києві: секція 3, ряд 9, місце 17
- Вшановується 29 серпня на щоденному ранковому церемоніалі вшанування українських захисників, які загинули цього дня у різні роки внаслідок російської збройної агресії[2]
- Іловайський Хрест (посмертно)